# Bretagne Classic 2019
La Bretagne Classic 2019, 83a edició de la Bretagne Classic, és una cursa ciclista que es disputà l'1 de setembre de 2019 pels voltants de Plouay, a la Bretanya. La cursa formava part del calendari UCI World Tour 2019.
El vencedor fou el belga Sep Vanmarcke (EF Education First), que s'imposà als seus dos companys d'escapada, Tiesj Benoot (Lotto-Soudal) i Jack Haig (Mitchelton-Scott).

## Equips participants
Els 18 equips UCI WorldTeams són presents a la cursa, així com set equips continentals professionals:
| WorldTeams (18)- AG2R La Mondiale - Astana - Lotto Soudal - EF Education First - Team Jumbo-Visma - CCC Team - Bahrain-Merida - Bora-hansgrohe - Dimension Data - UAE Team Emirates - Movistar Team - Deceuninck-Quick Step - Mitchelton-Scott - Katusha-Alpecin - Ineos - Groupama-FDJ - Team Sunweb - Trek-Segafredo Equips continentals professionals (7)- Total Direct Énergie - Vital Concept-B&B Hotels - Arkéa-Samsic - Cofidis, Solutions Crédits - Wanty-Groupe Gobert - Delko-Marseille Provence - Israel Cycling Academy |
| |

## Classificació final
| \| Classificació general \| Classificació general \| Classificació general \| Classificació general \| Classificació general \| \| Corredor \| Corredor \| Equip \| Temps \| \| \| --------------------- \| ------------------------ \| --------------------- \| --------------------- \| --------------------- \| \| 1r \| Sep Vanmarcke \| EF Education First \| 6h 12' 23" \| \| \| 2n \| Tiesj Benoot \| Lotto-Soudal \| + 3" \| \| \| 3r \| Jack Haig \| Mitchelton-Scott \| + 3" \| \| \| 4t \| Michael Valgren Andersen \| Dimension Data \| + 20" \| \| \| 5è \| Amund Grøndahl Jansen \| Team Jumbo-Visma \| + 20" \| \| \| 6è \| Greg Van Avermaet \| CCC Team \| + 20" \| \| \| 7è \| Benoît Cosnefroy \| AG2R La Mondiale \| + 20" \| \| \| 8è \| Tim Wellens \| Lotto-Soudal \| + 22" \| \| \| 9è \| Florian Sénéchal \| Deceuninck-Quick Step \| + 28" \| \| \| 10è \| Eduard Prades i Reverter \| Movistar Team \| + 28" \| \| |                          |                       |            |
| |                          |                       |            |
| Font: ProCyclingStats |                          |                       |            |
| Classificació general |                          |                       |            |
| Corredor | Corredor                 | Equip                 | Temps      |
| 1r | Sep Vanmarcke            | EF Education First    | 6h 12' 23" |
| 2n | Tiesj Benoot             | Lotto-Soudal          | + 3"       |
| 3r | Jack Haig                | Mitchelton-Scott      | + 3"       |
| 4t | Michael Valgren Andersen | Dimension Data        | + 20"      |
| 5è | Amund Grøndahl Jansen    | Team Jumbo-Visma      | + 20"      |
| 6è | Greg Van Avermaet        | CCC Team              | + 20"      |
| 7è | Benoît Cosnefroy         | AG2R La Mondiale      | + 20"      |
| 8è | Tim Wellens              | Lotto-Soudal          | + 22"      |
| 9è | Florian Sénéchal         | Deceuninck-Quick Step | + 28"      |
| 10è | Eduard Prades i Reverter | Movistar Team         | + 28"      |

## Llista de participants
| AG2R La Mondiale ALM | AG2R La Mondiale ALM         | AG2R La Mondiale ALM |
| -------------------- | ---------------------------- | -------------------- |
| Núm                  | Ciclista                     | Pos                  |
| 1                    | Oliver Naesen (BEL)          | 17è                  |
| 2                    | Julien Duval (FRA)           | DNF                  |
| 3                    | Benoît Cosnefroy (FRA)       | 7è                   |
| 4                    | Tony Gallopin (FRA)          | 25è                  |
| 5                    | Alexis Gougeard (FRA)        | DNF                  |
| 6                    | Aurélien Paret-Peintre (FRA) | 80è                  |
| 7                    | Stijn Vandenbergh (BEL)      | DNF                  |

| Astana AST | Astana AST                          | Astana AST |
| ---------- | ----------------------------------- | ---------- |
| Núm        | Ciclista                            | Pos        |
| 11         | Peio Bilbao López de Armentia (ESP) | 61è        |
| 12         | Davide Ballerini (ITA)              | DNF        |
| 13         | Laurens De Vreese (BEL)             | 81è        |
| 14         | Jan Hirt (CZE)                      | DNF        |
| 15         | Merhawi Kudus (ERI)                 | DNF        |
| 16         | Jonas Gregaard Wilsly (DEN)         | DNF        |

| Lotto-Soudal LTS | Lotto-Soudal LTS      | Lotto-Soudal LTS |
| ---------------- | --------------------- | ---------------- |
| Núm              | Ciclista              | Pos              |
| 21               | Tiesj Benoot (BEL)    | 2n               |
| 22               | Jasper De Buyst (BEL) | DNF              |
| 23               | Stan Dewulf (BEL)     | 66è              |
| 24               | Maxime Monfort (BEL)  | DNF              |
| 25               | Brent Van Moer (BEL)  | 43è              |
| 26               | Rémy Mertz (BEL)      | DNF              |
| 27               | Tim Wellens (BEL)     | 8è               |

| EF Education First EF1 | EF Education First EF1    | EF Education First EF1 |
| ---------------------- | ------------------------- | ---------------------- |
| Núm                    | Ciclista                  | Pos                    |
| 31                     | Matti Breschel (DEN)      | DNF                    |
| 32                     | Simon Clarke (AUS)        | DNF                    |
| 33                     | Tanel Kangert (EST)       | 58è                    |
| 34                     | Luis Villalobos (MEX)     | 78è                    |
| 35                     | Sacha Modolo (ITA)        | DNF                    |
| 36                     | Julius van den Berg (NED) | DNF                    |
| 37                     | Sep Vanmarcke (BEL)       | 1r                     |

| Team Jumbo-Visma TJV | Team Jumbo-Visma TJV               | Team Jumbo-Visma TJV |
| -------------------- | ---------------------------------- | -------------------- |
| Núm                  | Ciclista                           | Pos                  |
| 41                   | Pascal Eenkhoorn (NED)             | 15è                  |
| 42                   | Jos van Emden (NED)                | DNF                  |
| 43                   | Amund Grøndahl Jansen (NOR) (ruta) | 5è                   |
| 44                   | Tom Leezer (NED)                   | DNF                  |
| 45                   | Danny van Poppel (NED)             | DNF                  |
| 46                   | Floris De Tier (BEL)               | 30è                  |
| 47                   | Antwan Tolhoek (NED)               | DNF                  |

| CCC Team CCC | CCC Team CCC                   | CCC Team CCC |
| ------------ | ------------------------------ | ------------ |
| Núm          | Ciclista                       | Pos          |
| 51           | Josef Černý (CZE)              | DNF          |
| 52           | Łukasz Owsian (POL)            | 55è          |
| 53           | Michael Schär (SUI)            | 47è          |
| 54           | Laurens ten Dam (NED)          | DNF          |
| 55           | Greg Van Avermaet (BEL)        | 6è           |
| 56           | Guillaume Van Keirsbulck (BEL) | DNF          |
| 57           | Łukasz Wiśniowski (POL)        | 57è          |

| Bahrain-Merida TBM | Bahrain-Merida TBM        | Bahrain-Merida TBM |
| ------------------ | ------------------------- | ------------------ |
| Núm                | Ciclista                  | Pos                |
| 61                 | Valerio Agnoli (ITA)      | DNF                |
| 62                 | Grega Bole (SLO)          | DNF                |
| 63                 | Feng Chun-kai             | DNF                |
| 64                 | Iván García Cortina (ESP) | 72è                |
| 65                 | Matej Mohorič (SLO)       | 11è                |
| 66                 | Jan Tratnik (SLO)         | DNF                |

| Bora-Hansgrohe BOH | Bora-Hansgrohe BOH          | Bora-Hansgrohe BOH |
| ------------------ | --------------------------- | ------------------ |
| Núm                | Ciclista                    | Pos                |
| 71                 | Erik Baška (SVK)            | DNF                |
| 72                 | Cesare Benedetti (ITA)      | 76è                |
| 73                 | Maciej Bodnar (POL)         | DNF                |
| 74                 | Patrick Konrad (AUT) (ruta) | DNF                |
| 75                 | Oscar Gatto (ITA)           | DNF                |
| 76                 | Christoph Pfingsten (GER)   | 75è                |
| 77                 | Lukas Pöstlberger (AUT)     | 20è                |

| Dimension Data TDD | Dimension Data TDD               | Dimension Data TDD |
| ------------------ | -------------------------------- | ------------------ |
| Núm                | Ciclista                         | Pos                |
| 81                 | Michael Valgren Andersen (DEN)   | 4t                 |
| 82                 | Danilo Wyss (SUI)                | 49è                |
| 83                 | Jacques Janse van Rensburg (RSA) | DNF                |
| 84                 | Giacomo Nizzolo (ITA)            | DNF                |
| 85                 | Julien Vermote (BEL)             | 82è                |
| 86                 | Roman Kreuziger (CZE)            | 41è                |
| 87                 | Ryan Gibbons (RSA)               | DNF                |

| UAE Team Emirates UAD | UAE Team Emirates UAD   | UAE Team Emirates UAD |
| --------------------- | ----------------------- | --------------------- |
| Núm                   | Ciclista                | Pos                   |
| 91                    | Sven Erik Bystrøm (NOR) | 31è                   |
| 92                    | Manuele Mori (ITA)      | DNF                   |
| 93                    | Tom Bohli (SUI)         | DNF                   |
| 94                    | Simone Petilli (ITA)    | 44è                   |
| 95                    | Jasper Philipsen (BEL)  | 36è                   |
| 96                    | Jan Polanc (SLO)        | 39è                   |
| 97                    | Rory Sutherland (AUS)   | 83è                   |

| Movistar Team MOV | Movistar Team MOV                | Movistar Team MOV |
| ----------------- | -------------------------------- | ----------------- |
| Núm               | Ciclista                         | Pos               |
| 101               | Carlos Barbero Cuesta (ESP)      | 60è               |
| 102               | Carlos Betancur Gómez (COL)      | 23è               |
| 103               | Héctor Carretero Milla (ESP)     | DNF               |
| 104               | Richard Carapaz Montenegro (ECU) | 65è               |
| 105               | Jasha Sütterlin (GER)            | 70è               |
| 106               | Eduard Prades i Reverter (ESP)   | 10è               |
| 107               | Jürgen Roelandts (BEL)           | DNF               |

| Deceuninck-Quick Step DQT | Deceuninck-Quick Step DQT   | Deceuninck-Quick Step DQT |
| ------------------------- | --------------------------- | ------------------------- |
| Núm                       | Ciclista                    | Pos                       |
| 111                       | Petr Vakoč (CZE)            | 86è                       |
| 112                       | Dries Devenyns (BEL)        | DNF                       |
| 113                       | Mikkel Frølich Honoré (DEN) | 48è                       |
| 114                       | Bob Jungels (LUX) (ruta)    | 63è                       |
| 115                       | Davide Martinelli (ITA)     | DNF                       |
| 116                       | Florian Sénéchal (FRA)      | 9è                        |
| 117                       | Elia Viviani (ITA)          | 69è                       |

| Mitchelton-Scott MTS | Mitchelton-Scott MTS        | Mitchelton-Scott MTS |
| -------------------- | --------------------------- | -------------------- |
| Núm                  | Ciclista                    | Pos                  |
| 121                  | Alexander Edmondson (AUS)   | 87è                  |
| 122                  | Jack Bauer (NZL)            | 18è                  |
| 123                  | Jack Haig (AUS)             | 3r                   |
| 124                  | Michael Albasini (SUI)      | 37è                  |
| 125                  | Lucas Hamilton (AUS)        | DNF                  |
| 126                  | Matteo Trentin (ITA) (ruta) | 22è                  |
| 127                  | Robert Stannard (AUS)       | 27è                  |

| Total Direct Énergie TDE | Total Direct Énergie TDE | Total Direct Énergie TDE |
| ------------------------ | ------------------------ | ------------------------ |
| Núm                      | Ciclista                 | Pos                      |
| 131                      | Thomas Boudat (FRA)      | DNF                      |
| 132                      | Mathieu Burgaudeau (FRA) | 42è                      |
| 133                      | Lilian Calmejane (FRA)   | 19è                      |
| 134                      | Perrig Quéméneur (FRA)   | DNF                      |
| 135                      | Romain Sicard (FRA)      | DNF                      |
| 136                      | Paul Ourselin (FRA)      | 85è                      |
| 137                      | Niki Terpstra (NED)      | 62è                      |

| Katusha-Alpecin TKA | Katusha-Alpecin TKA      | Katusha-Alpecin TKA |
| ------------------- | ------------------------ | ------------------- |
| Núm                 | Ciclista                 | Pos                 |
| 142                 | Jens Debusschere (BEL)   | DNF                 |
| 143                 | Nathan Haas (AUS)        | 29è                 |
| 144                 | Marco Haller (AUT)       | DNF                 |
| 145                 | Mads Würtz Schmidt (DEN) | DNF                 |
| 146                 | Rick Zabel (GER)         | DNF                 |
| 147                 | Ilnur Zakarin (RUS)      | 46è                 |

| Vital Concept-B&B Hotels VCB | Vital Concept-B&B Hotels VCB | Vital Concept-B&B Hotels VCB |
| ---------------------------- | ---------------------------- | ---------------------------- |
| Núm                          | Ciclista                     | Pos                          |
| 151                          | Bryan Coquard (FRA)          | DNF                          |
| 152                          | Arnaud Courteille (FRA)      | DNF                          |
| 153                          | Cyril Gautier (FRA)          | 21è                          |
| 154                          | Johan Le Bon (FRA)           | DNF                          |
| 155                          | Bert De Backer (BEL)         | DNF                          |
| 156                          | Quentin Pacher (FRA)         | 32è                          |
| 157                          | Kévin Réza (FRA)             | DNF                          |

| Team Ineos INS | Team Ineos INS             | Team Ineos INS |
| -------------- | -------------------------- | -------------- |
| Núm            | Ciclista                   | Pos            |
| 161            | Leonardo Basso (ITA)       | 54è            |
| 162            | Filippo Ganna (ITA)        | 68è            |
| 163            | Christian Knees (GER)      | 45è            |
| 164            | Christopher Lawless (GBR)  | DNF            |
| 165            | Michał Gołaś (POL)         | 53è            |
| 166            | Diego Rosa (ITA)           | DNF            |
| 167            | Kristoffer Halvorsen (NOR) | DNF            |

| Groupama-FDJ GFC | Groupama-FDJ GFC        | Groupama-FDJ GFC |
| ---------------- | ----------------------- | ---------------- |
| Núm              | Ciclista                | Pos              |
| 171              | William Bonnet (FRA)    | DNF              |
| 172              | Olivier Le Gac (FRA)    | DNF              |
| 173              | Valentin Madouas (FRA)  | 24è              |
| 174              | Rudy Molard (FRA)       | 13è              |
| 175              | Anthony Roux (FRA)      | 38è              |
| 176              | Benoît Vaugrenard (FRA) | DNF              |
| 177              | Arnaud Démare (FRA)     | 34è              |

| Arkéa-Samsic PCB | Arkéa-Samsic PCB            | Arkéa-Samsic PCB |
| ---------------- | --------------------------- | ---------------- |
| Núm              | Ciclista                    | Pos              |
| 181              | Warren Barguil (FRA) (ruta) | 12è              |
| 182              | Anthony Delaplace (FRA)     | 56è              |
| 183              | Romain Le Roux (FRA)        | 79è              |
| 184              | Alan Riou (FRA)             | DNF              |
| 185              | Laurent Pichon (FRA)        | DNF              |
| 186              | Clément Russo (FRA)         | DNF              |
| 187              | Florian Vachon (FRA)        | DNF              |

| Cofidis, Solutions Crédits COF | Cofidis, Solutions Crédits COF | Cofidis, Solutions Crédits COF |
| ------------------------------ | ------------------------------ | ------------------------------ |
| Núm                            | Ciclista                       | Pos                            |
| 191                            | Loïc Chetout (FRA)             | DNF                            |
| 192                            | Christophe Laporte (FRA)       | DNF                            |
| 193                            | Cyril Lemoine (FRA)            | 26è                            |
| 194                            | Anthony Perez (FRA)            | 67è                            |
| 195                            | Pierre-Luc Périchon (FRA)      | 28è                            |
| 196                            | Marco Mathis (GER)             | DNF                            |
| 197                            | Julien Simon (FRA)             | 52è                            |

| Team Sunweb SUN | Team Sunweb SUN              | Team Sunweb SUN |
| --------------- | ---------------------------- | --------------- |
| Núm             | Ciclista                     | Pos             |
| 201             | Asbjørn Kragh Andersen (DEN) | DNF             |
| 202             | Søren Kragh Andersen (DEN)   | DNF             |
| 203             | Jan Bakelants (BEL)          | 40è             |
| 204             | Roy Curvers (NED)            | DNF             |
| 205             | Michael Matthews (AUS)       | 14è             |
| 206             | Joris Nieuwenhuis (NED)      | 88è             |
| 207             | Louis Vervaeke (BEL)         | 73è             |

| Trek-Segafredo TFS | Trek-Segafredo TFS     | Trek-Segafredo TFS |
| ------------------ | ---------------------- | ------------------ |
| Núm                | Ciclista               | Pos                |
| 211                | Fumiyuki Beppu (JPN)   | DNF                |
| 212                | Nicola Conci (ITA)     | 64è                |
| 213                | Koen de Kort (NED)     | 89è                |
| 214                | Fabio Felline (ITA)    | DNF                |
| 215                | Alex Frame (NZL)       | DNF                |
| 216                | Matteo Moschetti (ITA) | DNF                |
| 217                | William Clarke (AUS)   | DNF                |

| Wanty-Gobert WGG | Wanty-Gobert WGG       | Wanty-Gobert WGG |
| ---------------- | ---------------------- | ---------------- |
| Núm              | Ciclista               | Pos              |
| 221              | Ludwig De Winter (BEL) | DNF              |
| 222              | Thomas Degand (BEL)    | DNF              |
| 223              | Fabien Doubey (FRA)    | 71è              |
| 224              | Guillaume Martin (FRA) | 51è              |
| 225              | Marco Minnaard (NED)   | DNF              |
| 226              | Loïc Vliegen (BEL)     | 16è              |
| 227              | Andrea Pasqualon (ITA) | DNF              |

| Delko Marseille Provence DMP | Delko Marseille Provence DMP      | Delko Marseille Provence DMP |
| ---------------------------- | --------------------------------- | ---------------------------- |
| Núm                          | Ciclista                          | Pos                          |
| 231                          | Romain Combaud (FRA)              | 84è                          |
| 232                          | Brenton Jones (AUS)               | DNF                          |
| 233                          | Przemysław Kasperkiewicz (POL)    | DNF                          |
| 234                          | Alexis Guérin (FRA)               | 50è                          |
| 235                          | Ramūnas Navardauskas (LTU) (ruta) | DNF                          |
| 236                          | Julien Trarieux (FRA)             | 77è                          |
| 237                          | Evaldas Šiškevičius (LTU)         | DNF                          |

| Israel Cycling Academy ICA | Israel Cycling Academy ICA | Israel Cycling Academy ICA |
| -------------------------- | -------------------------- | -------------------------- |
| Núm                        | Ciclista                   | Pos                        |
| 241                        | Kristian Sbaragli (ITA)    | 35è                        |
| 242                        | Guillaume Boivin (CAN)     | 59è                        |
| 243                        | Clément Carisey (FRA)      | DNF                        |
| 244                        | Alexander Cataford (CAN)   | 74è                        |
| 245                        | Davide Cimolai (ITA)       | 33è                        |
| 246                        | Nathan Earle (AUS)         | 90è                        |
| 247                        | Guy Niv (ISR)              | DNF                        |

| AG2R La Mondiale ALM | AG2R La Mondiale ALM         | AG2R La Mondiale ALM |
| -------------------- | ---------------------------- | -------------------- |
| Núm                  | Ciclista                     | Pos                  |
| 1                    | Oliver Naesen (BEL)          | 17è                  |
| 2                    | Julien Duval (FRA)           | DNF                  |
| 3                    | Benoît Cosnefroy (FRA)       | 7è                   |
| 4                    | Tony Gallopin (FRA)          | 25è                  |
| 5                    | Alexis Gougeard (FRA)        | DNF                  |
| 6                    | Aurélien Paret-Peintre (FRA) | 80è                  |
| 7                    | Stijn Vandenbergh (BEL)      | DNF                  |

| Astana AST | Astana AST                          | Astana AST |
| ---------- | ----------------------------------- | ---------- |
| Núm        | Ciclista                            | Pos        |
| 11         | Peio Bilbao López de Armentia (ESP) | 61è        |
| 12         | Davide Ballerini (ITA)              | DNF        |
| 13         | Laurens De Vreese (BEL)             | 81è        |
| 14         | Jan Hirt (CZE)                      | DNF        |
| 15         | Merhawi Kudus (ERI)                 | DNF        |
| 16         | Jonas Gregaard Wilsly (DEN)         | DNF        |

| Lotto-Soudal LTS | Lotto-Soudal LTS      | Lotto-Soudal LTS |
| ---------------- | --------------------- | ---------------- |
| Núm              | Ciclista              | Pos              |
| 21               | Tiesj Benoot (BEL)    | 2n               |
| 22               | Jasper De Buyst (BEL) | DNF              |
| 23               | Stan Dewulf (BEL)     | 66è              |
| 24               | Maxime Monfort (BEL)  | DNF              |
| 25               | Brent Van Moer (BEL)  | 43è              |
| 26               | Rémy Mertz (BEL)      | DNF              |
| 27               | Tim Wellens (BEL)     | 8è               |

| EF Education First EF1 | EF Education First EF1    | EF Education First EF1 |
| ---------------------- | ------------------------- | ---------------------- |
| Núm                    | Ciclista                  | Pos                    |
| 31                     | Matti Breschel (DEN)      | DNF                    |
| 32                     | Simon Clarke (AUS)        | DNF                    |
| 33                     | Tanel Kangert (EST)       | 58è                    |
| 34                     | Luis Villalobos (MEX)     | 78è                    |
| 35                     | Sacha Modolo (ITA)        | DNF                    |
| 36                     | Julius van den Berg (NED) | DNF                    |
| 37                     | Sep Vanmarcke (BEL)       | 1r                     |

| Team Jumbo-Visma TJV | Team Jumbo-Visma TJV               | Team Jumbo-Visma TJV |
| -------------------- | ---------------------------------- | -------------------- |
| Núm                  | Ciclista                           | Pos                  |
| 41                   | Pascal Eenkhoorn (NED)             | 15è                  |
| 42                   | Jos van Emden (NED)                | DNF                  |
| 43                   | Amund Grøndahl Jansen (NOR) (ruta) | 5è                   |
| 44                   | Tom Leezer (NED)                   | DNF                  |
| 45                   | Danny van Poppel (NED)             | DNF                  |
| 46                   | Floris De Tier (BEL)               | 30è                  |
| 47                   | Antwan Tolhoek (NED)               | DNF                  |

| CCC Team CCC | CCC Team CCC                   | CCC Team CCC |
| ------------ | ------------------------------ | ------------ |
| Núm          | Ciclista                       | Pos          |
| 51           | Josef Černý (CZE)              | DNF          |
| 52           | Łukasz Owsian (POL)            | 55è          |
| 53           | Michael Schär (SUI)            | 47è          |
| 54           | Laurens ten Dam (NED)          | DNF          |
| 55           | Greg Van Avermaet (BEL)        | 6è           |
| 56           | Guillaume Van Keirsbulck (BEL) | DNF          |
| 57           | Łukasz Wiśniowski (POL)        | 57è          |

| Bahrain-Merida TBM | Bahrain-Merida TBM        | Bahrain-Merida TBM |
| ------------------ | ------------------------- | ------------------ |
| Núm                | Ciclista                  | Pos                |
| 61                 | Valerio Agnoli (ITA)      | DNF                |
| 62                 | Grega Bole (SLO)          | DNF                |
| 63                 | Feng Chun-kai             | DNF                |
| 64                 | Iván García Cortina (ESP) | 72è                |
| 65                 | Matej Mohorič (SLO)       | 11è                |
| 66                 | Jan Tratnik (SLO)         | DNF                |

| Bora-Hansgrohe BOH | Bora-Hansgrohe BOH          | Bora-Hansgrohe BOH |
| ------------------ | --------------------------- | ------------------ |
| Núm                | Ciclista                    | Pos                |
| 71                 | Erik Baška (SVK)            | DNF                |
| 72                 | Cesare Benedetti (ITA)      | 76è                |
| 73                 | Maciej Bodnar (POL)         | DNF                |
| 74                 | Patrick Konrad (AUT) (ruta) | DNF                |
| 75                 | Oscar Gatto (ITA)           | DNF                |
| 76                 | Christoph Pfingsten (GER)   | 75è                |
| 77                 | Lukas Pöstlberger (AUT)     | 20è                |

| Dimension Data TDD | Dimension Data TDD               | Dimension Data TDD |
| ------------------ | -------------------------------- | ------------------ |
| Núm                | Ciclista                         | Pos                |
| 81                 | Michael Valgren Andersen (DEN)   | 4t                 |
| 82                 | Danilo Wyss (SUI)                | 49è                |
| 83                 | Jacques Janse van Rensburg (RSA) | DNF                |
| 84                 | Giacomo Nizzolo (ITA)            | DNF                |
| 85                 | Julien Vermote (BEL)             | 82è                |
| 86                 | Roman Kreuziger (CZE)            | 41è                |
| 87                 | Ryan Gibbons (RSA)               | DNF                |

| UAE Team Emirates UAD | UAE Team Emirates UAD   | UAE Team Emirates UAD |
| --------------------- | ----------------------- | --------------------- |
| Núm                   | Ciclista                | Pos                   |
| 91                    | Sven Erik Bystrøm (NOR) | 31è                   |
| 92                    | Manuele Mori (ITA)      | DNF                   |
| 93                    | Tom Bohli (SUI)         | DNF                   |
| 94                    | Simone Petilli (ITA)    | 44è                   |
| 95                    | Jasper Philipsen (BEL)  | 36è                   |
| 96                    | Jan Polanc (SLO)        | 39è                   |
| 97                    | Rory Sutherland (AUS)   | 83è                   |

| Movistar Team MOV | Movistar Team MOV                | Movistar Team MOV |
| ----------------- | -------------------------------- | ----------------- |
| Núm               | Ciclista                         | Pos               |
| 101               | Carlos Barbero Cuesta (ESP)      | 60è               |
| 102               | Carlos Betancur Gómez (COL)      | 23è               |
| 103               | Héctor Carretero Milla (ESP)     | DNF               |
| 104               | Richard Carapaz Montenegro (ECU) | 65è               |
| 105               | Jasha Sütterlin (GER)            | 70è               |
| 106               | Eduard Prades i Reverter (ESP)   | 10è               |
| 107               | Jürgen Roelandts (BEL)           | DNF               |

| Deceuninck-Quick Step DQT | Deceuninck-Quick Step DQT   | Deceuninck-Quick Step DQT |
| ------------------------- | --------------------------- | ------------------------- |
| Núm                       | Ciclista                    | Pos                       |
| 111                       | Petr Vakoč (CZE)            | 86è                       |
| 112                       | Dries Devenyns (BEL)        | DNF                       |
| 113                       | Mikkel Frølich Honoré (DEN) | 48è                       |
| 114                       | Bob Jungels (LUX) (ruta)    | 63è                       |
| 115                       | Davide Martinelli (ITA)     | DNF                       |
| 116                       | Florian Sénéchal (FRA)      | 9è                        |
| 117                       | Elia Viviani (ITA)          | 69è                       |

| Mitchelton-Scott MTS | Mitchelton-Scott MTS        | Mitchelton-Scott MTS |
| -------------------- | --------------------------- | -------------------- |
| Núm                  | Ciclista                    | Pos                  |
| 121                  | Alexander Edmondson (AUS)   | 87è                  |
| 122                  | Jack Bauer (NZL)            | 18è                  |
| 123                  | Jack Haig (AUS)             | 3r                   |
| 124                  | Michael Albasini (SUI)      | 37è                  |
| 125                  | Lucas Hamilton (AUS)        | DNF                  |
| 126                  | Matteo Trentin (ITA) (ruta) | 22è                  |
| 127                  | Robert Stannard (AUS)       | 27è                  |

| Total Direct Énergie TDE | Total Direct Énergie TDE | Total Direct Énergie TDE |
| ------------------------ | ------------------------ | ------------------------ |
| Núm                      | Ciclista                 | Pos                      |
| 131                      | Thomas Boudat (FRA)      | DNF                      |
| 132                      | Mathieu Burgaudeau (FRA) | 42è                      |
| 133                      | Lilian Calmejane (FRA)   | 19è                      |
| 134                      | Perrig Quéméneur (FRA)   | DNF                      |
| 135                      | Romain Sicard (FRA)      | DNF                      |
| 136                      | Paul Ourselin (FRA)      | 85è                      |
| 137                      | Niki Terpstra (NED)      | 62è                      |

| Katusha-Alpecin TKA | Katusha-Alpecin TKA      | Katusha-Alpecin TKA |
| ------------------- | ------------------------ | ------------------- |
| Núm                 | Ciclista                 | Pos                 |
| 142                 | Jens Debusschere (BEL)   | DNF                 |
| 143                 | Nathan Haas (AUS)        | 29è                 |
| 144                 | Marco Haller (AUT)       | DNF                 |
| 145                 | Mads Würtz Schmidt (DEN) | DNF                 |
| 146                 | Rick Zabel (GER)         | DNF                 |
| 147                 | Ilnur Zakarin (RUS)      | 46è                 |

| Vital Concept-B&B Hotels VCB | Vital Concept-B&B Hotels VCB | Vital Concept-B&B Hotels VCB |
| ---------------------------- | ---------------------------- | ---------------------------- |
| Núm                          | Ciclista                     | Pos                          |
| 151                          | Bryan Coquard (FRA)          | DNF                          |
| 152                          | Arnaud Courteille (FRA)      | DNF                          |
| 153                          | Cyril Gautier (FRA)          | 21è                          |
| 154                          | Johan Le Bon (FRA)           | DNF                          |
| 155                          | Bert De Backer (BEL)         | DNF                          |
| 156                          | Quentin Pacher (FRA)         | 32è                          |
| 157                          | Kévin Réza (FRA)             | DNF                          |

| Team Ineos INS | Team Ineos INS             | Team Ineos INS |
| -------------- | -------------------------- | -------------- |
| Núm            | Ciclista                   | Pos            |
| 161            | Leonardo Basso (ITA)       | 54è            |
| 162            | Filippo Ganna (ITA)        | 68è            |
| 163            | Christian Knees (GER)      | 45è            |
| 164            | Christopher Lawless (GBR)  | DNF            |
| 165            | Michał Gołaś (POL)         | 53è            |
| 166            | Diego Rosa (ITA)           | DNF            |
| 167            | Kristoffer Halvorsen (NOR) | DNF            |

| Groupama-FDJ GFC | Groupama-FDJ GFC        | Groupama-FDJ GFC |
| ---------------- | ----------------------- | ---------------- |
| Núm              | Ciclista                | Pos              |
| 171              | William Bonnet (FRA)    | DNF              |
| 172              | Olivier Le Gac (FRA)    | DNF              |
| 173              | Valentin Madouas (FRA)  | 24è              |
| 174              | Rudy Molard (FRA)       | 13è              |
| 175              | Anthony Roux (FRA)      | 38è              |
| 176              | Benoît Vaugrenard (FRA) | DNF              |
| 177              | Arnaud Démare (FRA)     | 34è              |

| Arkéa-Samsic PCB | Arkéa-Samsic PCB            | Arkéa-Samsic PCB |
| ---------------- | --------------------------- | ---------------- |
| Núm              | Ciclista                    | Pos              |
| 181              | Warren Barguil (FRA) (ruta) | 12è              |
| 182              | Anthony Delaplace (FRA)     | 56è              |
| 183              | Romain Le Roux (FRA)        | 79è              |
| 184              | Alan Riou (FRA)             | DNF              |
| 185              | Laurent Pichon (FRA)        | DNF              |
| 186              | Clément Russo (FRA)         | DNF              |
| 187              | Florian Vachon (FRA)        | DNF              |

| Cofidis, Solutions Crédits COF | Cofidis, Solutions Crédits COF | Cofidis, Solutions Crédits COF |
| ------------------------------ | ------------------------------ | ------------------------------ |
| Núm                            | Ciclista                       | Pos                            |
| 191                            | Loïc Chetout (FRA)             | DNF                            |
| 192                            | Christophe Laporte (FRA)       | DNF                            |
| 193                            | Cyril Lemoine (FRA)            | 26è                            |
| 194                            | Anthony Perez (FRA)            | 67è                            |
| 195                            | Pierre-Luc Périchon (FRA)      | 28è                            |
| 196                            | Marco Mathis (GER)             | DNF                            |
| 197                            | Julien Simon (FRA)             | 52è                            |

| Team Sunweb SUN | Team Sunweb SUN              | Team Sunweb SUN |
| --------------- | ---------------------------- | --------------- |
| Núm             | Ciclista                     | Pos             |
| 201             | Asbjørn Kragh Andersen (DEN) | DNF             |
| 202             | Søren Kragh Andersen (DEN)   | DNF             |
| 203             | Jan Bakelants (BEL)          | 40è             |
| 204             | Roy Curvers (NED)            | DNF             |
| 205             | Michael Matthews (AUS)       | 14è             |
| 206             | Joris Nieuwenhuis (NED)      | 88è             |
| 207             | Louis Vervaeke (BEL)         | 73è             |

| Trek-Segafredo TFS | Trek-Segafredo TFS     | Trek-Segafredo TFS |
| ------------------ | ---------------------- | ------------------ |
| Núm                | Ciclista               | Pos                |
| 211                | Fumiyuki Beppu (JPN)   | DNF                |
| 212                | Nicola Conci (ITA)     | 64è                |
| 213                | Koen de Kort (NED)     | 89è                |
| 214                | Fabio Felline (ITA)    | DNF                |
| 215                | Alex Frame (NZL)       | DNF                |
| 216                | Matteo Moschetti (ITA) | DNF                |
| 217                | William Clarke (AUS)   | DNF                |

| Wanty-Gobert WGG | Wanty-Gobert WGG       | Wanty-Gobert WGG |
| ---------------- | ---------------------- | ---------------- |
| Núm              | Ciclista               | Pos              |
| 221              | Ludwig De Winter (BEL) | DNF              |
| 222              | Thomas Degand (BEL)    | DNF              |
| 223              | Fabien Doubey (FRA)    | 71è              |
| 224              | Guillaume Martin (FRA) | 51è              |
| 225              | Marco Minnaard (NED)   | DNF              |
| 226              | Loïc Vliegen (BEL)     | 16è              |
| 227              | Andrea Pasqualon (ITA) | DNF              |

| Delko Marseille Provence DMP | Delko Marseille Provence DMP      | Delko Marseille Provence DMP |
| ---------------------------- | --------------------------------- | ---------------------------- |
| Núm                          | Ciclista                          | Pos                          |
| 231                          | Romain Combaud (FRA)              | 84è                          |
| 232                          | Brenton Jones (AUS)               | DNF                          |
| 233                          | Przemysław Kasperkiewicz (POL)    | DNF                          |
| 234                          | Alexis Guérin (FRA)               | 50è                          |
| 235                          | Ramūnas Navardauskas (LTU) (ruta) | DNF                          |
| 236                          | Julien Trarieux (FRA)             | 77è                          |
| 237                          | Evaldas Šiškevičius (LTU)         | DNF                          |

| Israel Cycling Academy ICA | Israel Cycling Academy ICA | Israel Cycling Academy ICA |
| -------------------------- | -------------------------- | -------------------------- |
| Núm                        | Ciclista                   | Pos                        |
| 241                        | Kristian Sbaragli (ITA)    | 35è                        |
| 242                        | Guillaume Boivin (CAN)     | 59è                        |
| 243                        | Clément Carisey (FRA)      | DNF                        |
| 244                        | Alexander Cataford (CAN)   | 74è                        |
| 245                        | Davide Cimolai (ITA)       | 33è                        |
| 246                        | Nathan Earle (AUS)         | 90è                        |
| 247                        | Guy Niv (ISR)              | DNF                        |